# 극피동물
극피동물(棘皮動物, echinoderm)은 바다에 사는 동물의 한 문이다. 성게류·불가사리류·해삼류 등의 무리로서 몸은 거의 방사대칭이다. 보통 체축을 지표에 수직으로 세우며, 입쪽을 아래로, 등쪽은 위로 하고 있는 것이 많다. 몸의 표면은 가시가 나 있는 골판에 싸여 있다. 진체강이 있으며, 특히 다른 동물군에서 볼 수 없는 수관계를 가지고 있어서 이것이 순환기의 역할을 한다. 방사대칭인 몸의 형태는 2차적으로 이루어진 것이며, 유생에서 볼 수 있듯이 본래는 좌우대칭형을 하고 있었을 것으로 짐작된다. 몇 종을 제외하고는 모두 물 밑에서 생활하며, 위도·물의 깊이·밑바닥의 상태에 관계없이 대부분 환경에 적응하고 있다. 하지만 민물이나 민물과 바닷물이 섞이는 곳에서 생활하는 종은 거의 없다.

## 분류

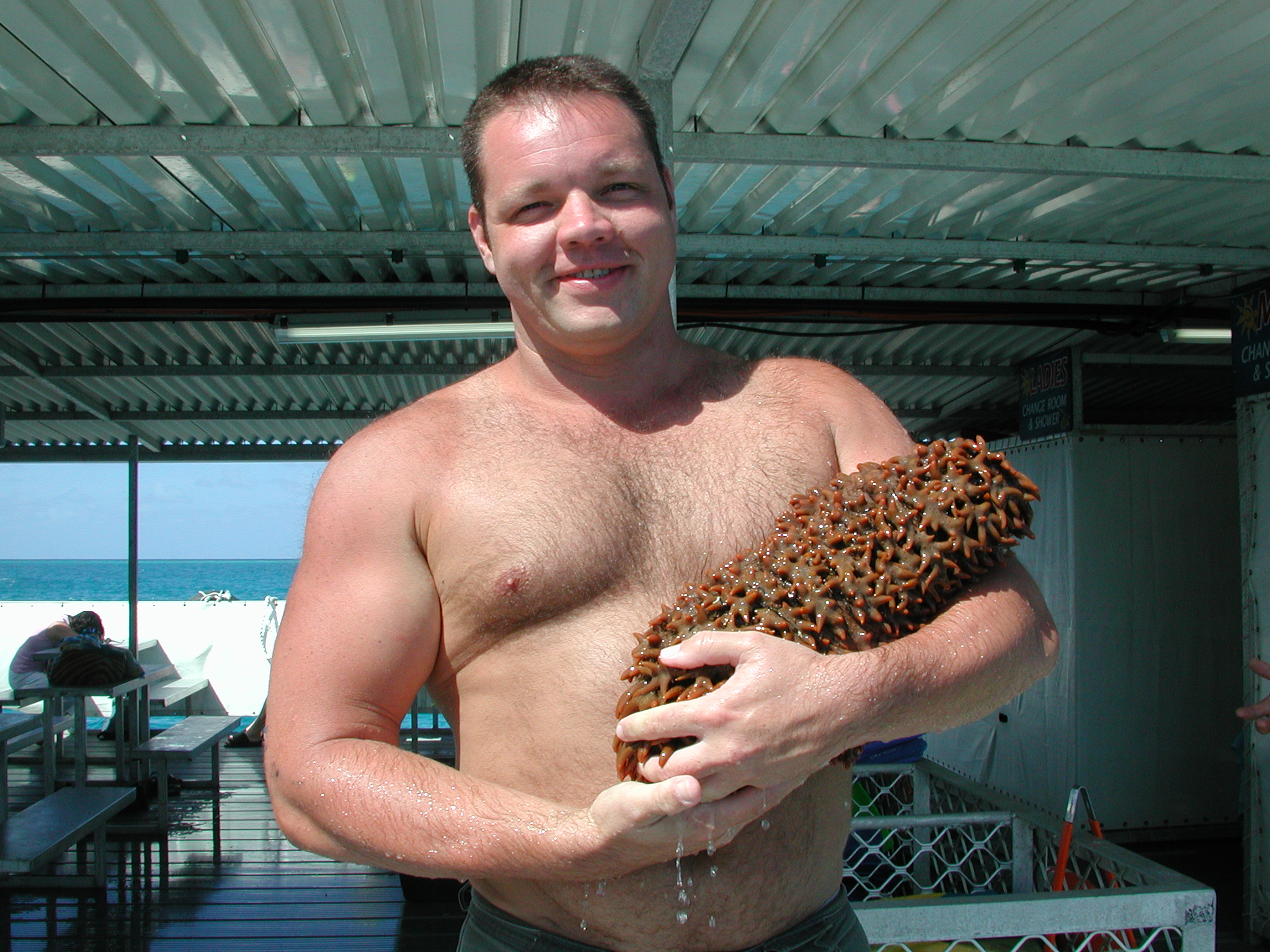
그레이트 배리어 리프에서 주운 해삼을 들고 있는 호주인 남성.

현생 극피동물은 크게 다섯 강으로 구분한다.
- † 스틸로포라강 (Stylophora)[1]
- †블라스토조아 (Blastozoa)
  - †바다꽃봉오리강 (Blastoidea)

- 바다나리아문 (Crinozoa)
  - 바다나리강 (Crinoidea)
  - † Paracrinoidea강
  - † 바다사과강(Cystoidea)
- † 좌불가사리강 (Edrioasteroidea)
- 유채아문 (Eleutherozoa)
  - 불가사리상강 (Asterozoa)
    - 불가사리강 (Asteroidea)
    - 거미불가사리강 (Ophiuroidea)

  - 성게상강 (Echinozoa)
    - 성게강 (Echinoidea)
    - 해삼강 (Holothuroidea)
    - † Ophiocistioidea강

## 같이 보기
- 극피충